# ابن هبة الله
الشريف أبو جعفر محمد بن محمد بن هبة الله العلوي الحسيني الأفطسي الطرابلسي (462 هـ/1070 م - 520 هـ/1126 م) هو شاعر عربي من طرابلس عاش في القرن السادس الهجري.

## سيرته
ولِدَ محمد بن محمد بن هبة الله  في مدينة طرابلس الشام في أسرةٍ شريفة حسينية، ونشأ في طرابلس واشتهر فيها شاعراً، وأغلب شعره في هذه الفترة في مديح أسرة بني عمار حكَّام طرابلس في تلك الفترة. تتلمذ ابن هبة الله لدى علي بن محمد بن بلقطة العلوي وأخذ عنه علم الأنساب، وأخذ علوم اللغة العربية عن الطليطلي، ومع اقتراب جيوش الصليبيين من السيطرة على طرابلس اضطر إلى مغادرة المدينة، فهرب إلى دمشق، ثُمَّ استقرَّ أخيراً في مصر في القاهرة، وتوطَّدت صلاته هناك بالوزراء والحكام الفاطميين. عاد ابن هبة الله إلى طرابلس، فولِّي قضاء عسقلان في سنة 510 هـ، وظلَّ في منصبه إلى سنة 515 هـ، فغادر إلى مصر مرةً أخرى، وولِّي هناك عدة مناصب إدارية وقضائية. كان الشريف إلى جانب نظمه الشعر خبيراً بالأنساب، خاصةً أنساب قبيلة قريش. تُوفِّي الشريف ابن هبة الله العلوي قرابة 520 هـ.

## شعره
نظم الشريف ابن هبة الله العلوي قصائد في المديح والغزل، وهو من الشعراء المُكثرين، ويميل في أسلوبه إلى اتباع خطى القدماء سواء في الشكل أو المضمون. وأغلب شعره في مديح فخر الملك علي بن عمار صاحب طرابلس والأفضل أمير الجيوش والمأمون البطائحي. ومن أشهر شعره أبيات قالها في جارية نام معها في سطح داره، فلمَّا طلع البدر خاف من أن يراه الجيران، فقال:

## مؤلفاته
- «المجموع اللفيف» (مطبوع).

## نسبه الشريف
- نسبه الكامل كما ذكره المقريزي: محمد بن محمد بن هبة الله بن علي بن الحسين بن محمد بن علي ابن محمد بن علي بن عمر بن الحسن بن علي بن علي بن الحسين بن علي بن أبي طالب.[6]

## وصلات خارجية
- كتب من تأليف ابن هبة الله، على موقع المكتبة الشاملة.